# Kōichirō Nishikawa
Pour les articles homonymes, voir Nishikawa (homonymie).
Kōichirō Nishikawa (西川 公一郎, Nishikawa Kōichirō), né en 1949 et mort le 28 novembre 2018, est un physicien japonais des particules élémentaires, connu pour ses contributions à la physique des neutrinos. Il est professeur à l'université de Kyoto.
En 2016, lui et les équipes K2K et T2K ont reçu le Prix de physique fondamentale pour d'autres expériences de neutrinos. En 2005, il a reçu le Prix Nishina, en 2016 le Prix Bruno Pontecorvo (de).
Il a été le conférencier de l'expérience K2K d'un rayon neutre du synchrotron à protons KEK au détecteur de Super-Kamiokande à Kamioka (1999-2005). L'équipe K2K a confirmé avec une plus grande précision à la CEC les oscillations de neutrinos observées par Kamiokande II aux neutrinos atmosphériques. Le successeur T2K (rayonnement neutre de l'accélérateur J-PARC vers le superdétecteur de Super-Kamiokande ; à partir de 2010 en fonctionnement) a observé des oscillations de neutrinos avec une saveur initiale et finale fixe de neutrinos et a confirmé 3 générations de neutrinos selon le modèle standard.